# Stor mossorangelav
Stor mossorangelav (Caloplaca jungermanniae) är en lavart som först beskrevs av Vahl, och fick sitt nu gällande namn av Theodor 'Thore' Magnus Fries. Stor mossorangelav ingår i släktet orangelavar, och familjen Teloschistaceae. Enligt den finländska rödlistan är arten nära hotad i Finland. Arten är reproducerande i Sverige. Artens livsmiljö är klippor (inklusive flyttblock).